# Pinna anale

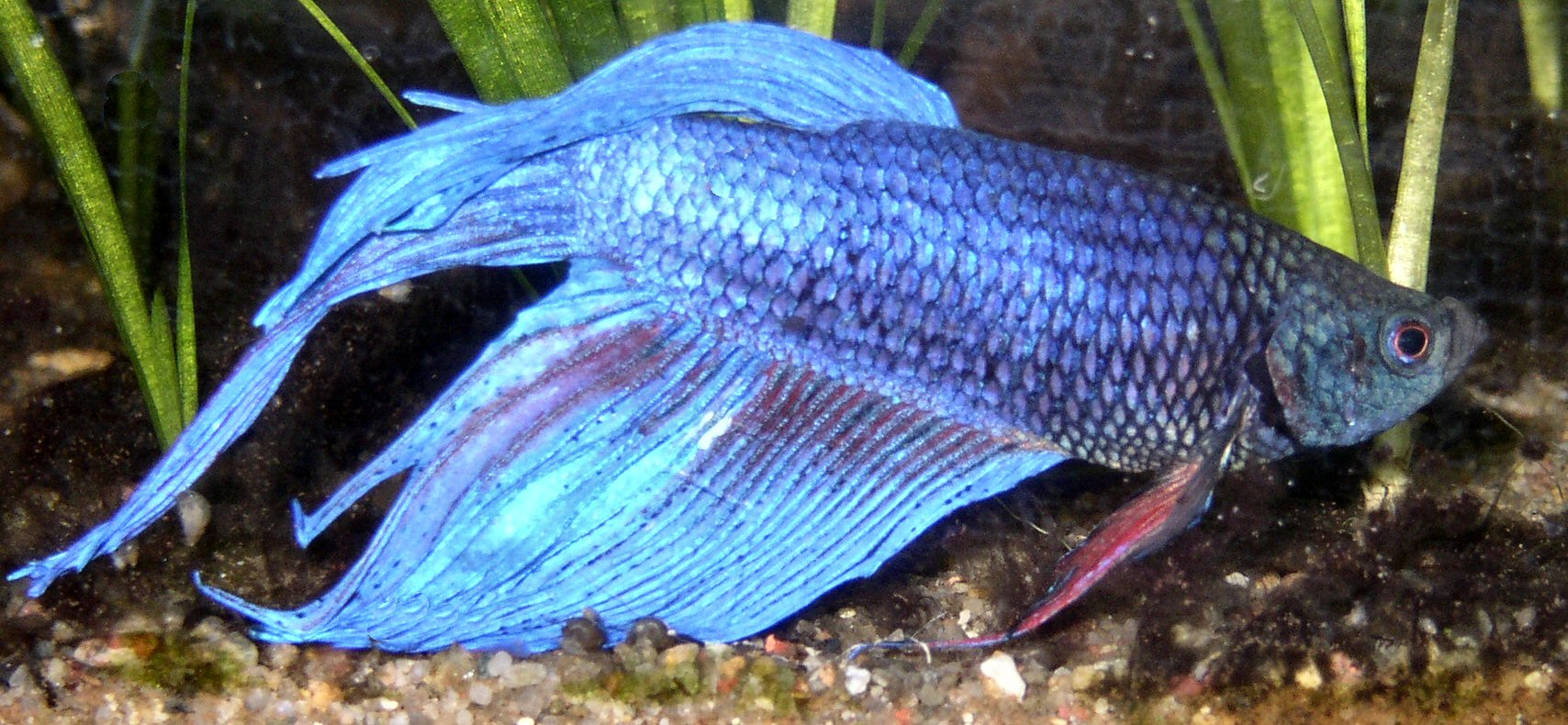
La pinna anale molto sviluppata di un maschio di Betta splendens

In ittiologia, una pinna anale è la pinna posta non lontano dall'ano, che viene usata per stabilizzare il pesce quando nuota.

## Descrizione
Non tutti i pesci ne sono dotati: gli Elasmobranchii dei gruppi Rajiformes, Squatiniformes e Squaliformes e Pristiophoriformes ne sono ad esempio sprovvisti.
In pesci come i Tetraodontiformes o nei Balistidae la pinna anale riveste una particolare importanza ai fini del movimento: nel pesce luna, ad esempio, l'atrofizzazione della pinna caudale (che nella maggior parte dei pesci è il principale organo di movimento) ha portato ad uno sviluppo maggiore dell'anale, che accoppiata alla pinna dorsale consente al Mola mola di muoversi lentamente ondeggiando.

## Gonopodio
Altre famiglie di pesci (Poeciliidae, Goodeidae, Anablepidae, ecc) hanno sviluppato un particolare organo riproduttore, chiamato gonopodio, adatto alla fecondazione interna di questi pesci ovovivipari: esso consiste in una modifica della pinna anale in un tubo munito di microscopici uncini all'estremità che viene incastrato nella papilla genitale femminile e permette il passaggio del liquido seminale nel corpo della femmina. Il gonopodio non è erettile ma rigido e mobile.